# Pelle Swedlund
Per (Pelle) Adolf Swedlund, född 6 oktober 1865 i Gävle i Gästrikland, Gävleborgs län, död 13 februari 1947 i Oscars församling i Stockholm, var en svensk tecknare, målare och museiintendent vid Thielska galleriet i Stockholm 1932–1946.

## Biografi
Han var son till läroverksadjunkten Pehr August Swedlund och Emilie Lovisa Forsberg. Efter avlagd studentexamen 1884 bedrev Swedlund akademiska studier vid Uppsala universitet 1885. Han tjänstgjorde som vikarierande läroverksadjunkt i Gävle 1886–1887 innan han fortsatte sina studier vid Konstakademien i Stockholm 1889–1892 där han belönades med akademiens kanslermedalj 1892. De följande tjugo åren vistades han huvudsakligen utomlands där han bland annat vistades i Paris och Bretagne 1892–1895 samt senare också i Italien. Flera av hans mest kända målningar utförde han i Brügge som han besökte upprepade gånger 1898–1899 och från 1903 vistades han i flera Italienska orter. De senare decennierna arbetade han mest i Sverige där han fascinerades av Gotland med det gotländska ljuset och målade många motiv från Visby men hans produktion hämmades delvis av sjukdom. 

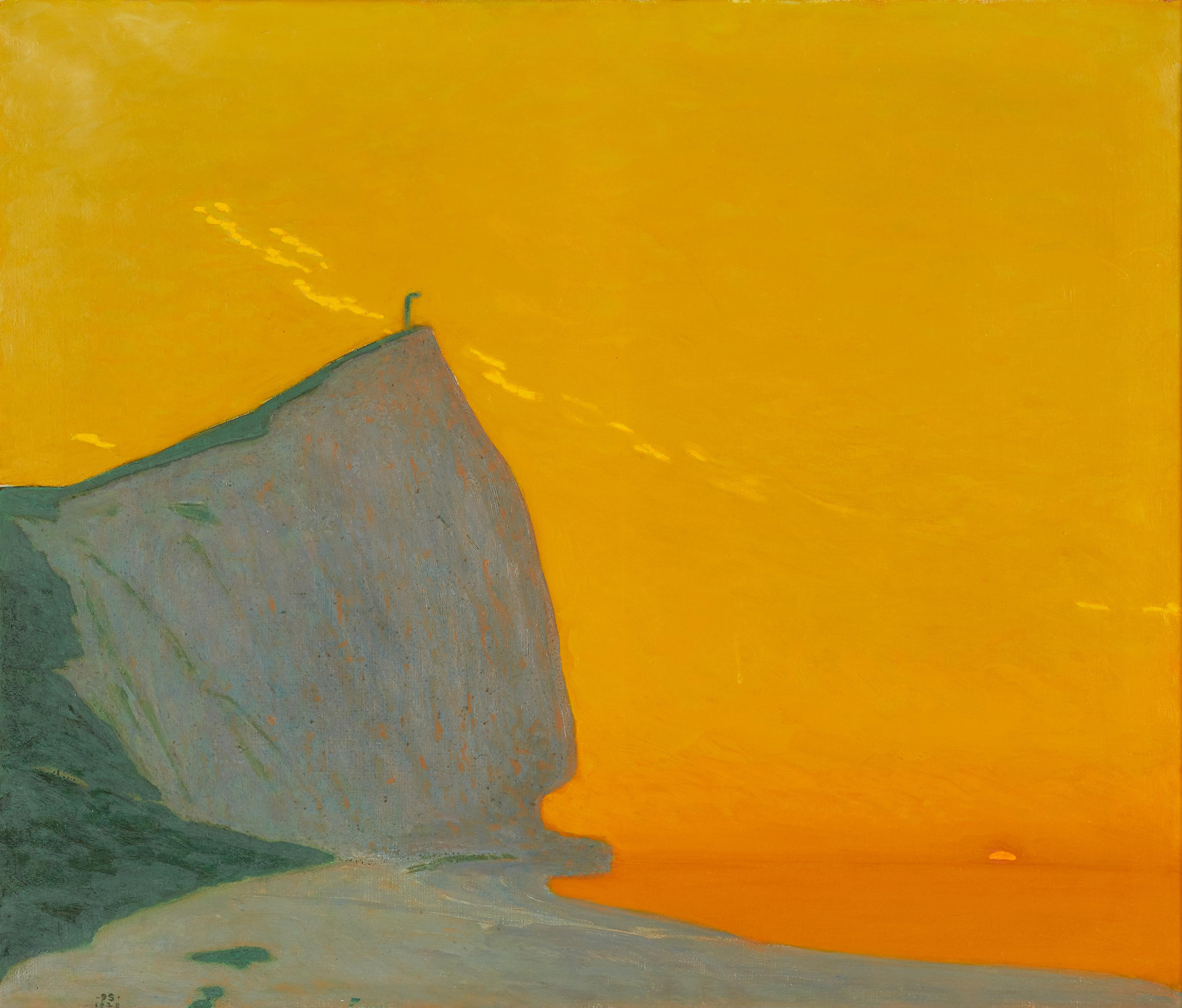
Den ensamme mannen på klippan (1928)

Han var intendent för Thielska galleriet i Stockholm 1932–1946. Swedlund tillhörde den så kallade bortglömda generationen mellan Konstnärsförbundets krets och det moderna genombrottets män och fann sina stilideal i kontakt med internationella 1890-tals konsten i Brügge. När han ställde ut med sina Brüggemotiv 1899 blev han snabbt uppmärksammad och Göteborgs konstmuseum förvärvade målningen Det öde huset, Brügge och Nationalmuseum köpte målningen Sommarkväll. Liksom många av hans kollegor fann Swedlund sina stilideal i kontakt med den internationella symbolismen under 1890-talet. Han fängslades särskilt av tidens romantiska känslosamhet. Efter åren vid Thielska galleriet återvände han förmodligen hem till Gävle, där han avled 1947. Han förblev ogift. Han var lite speciell, en ensamvarg. Swedlund föll i glömska efter sin död  
Separat ställde han ut ett flertal gånger på Konstnärshuset i Stockholm under 1910-talet och några gånger i Gävle. Tillsammans med Erik Hedberg och Wilhelm Smith ställde han ut 1912 i Stockholm. Han medverkade i Konst- och industriutställningen i Norrköping 1906 och Svenska konstnärernas förenings utställningar i Stockholm 1899, 1900 och 1904, Biennalen i Venedig 1901, Rom 1911, Baltiska utställningen i Malmö 1914, den svenska konstutställningen på Charlottenborg i Köpenhamn 1916 och Sveriges allmänna konstförenings utställningar i Stockholm samt en utställning i München 1905 där han tilldelades en guldmedalj. En minnesutställning ,med hans konst visades på Thielska galleriet 1947. 

## Motiv och målningsteknik

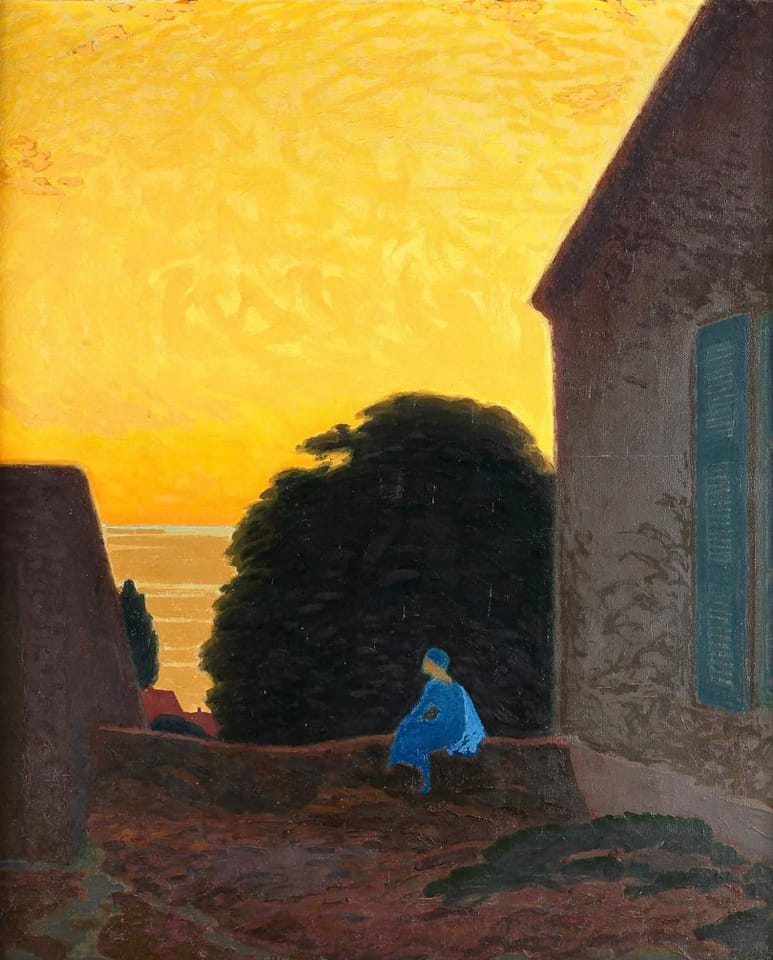
Blå flicka, sommarkväll Visby (1922)

Pelle Swedlund utförde bilder av gamla övergivna hus vid speglande kanaler, stadsvyer med trånga gator och fridfulla platser med personer samt landskapsmålningar. Under akademitiden, vintern 1889–1890, kamperade Pelle Swedlund ihop med Gunnar Åberg, som blev känd för sina målningar av djur och landskap. Många av Swedlunds motiv är från utlandet, eftersom han under flera årtionden efter studieåren vid Konstakademien var bosatt utomlands. I bred teknik och med mustig färg har han målat stadsmotiv från Flandern i Belgien och från Frankrike. När han kom hem igen till Sverige blev hans motiv från Visby populära. Hans målningar har ett lyriskt drag.
Han reste ett flertal gånger till staden Brygge i Flandern i Belgien som blev ett av hans favoritställen. På 1890-talet var Brygge ett mycket populärt tillhåll för både konstnärer och författare. Brygge kom att bli en modeort bland symbolistiska författare och konstnärer. Symbolismen var en litterär och konstnärlig strömning som på 1880- och 1890-talen utvecklades i Frankrike och sedan fick efterföljare i andra länder. I Nordisk Familjebok från 1918 beskrivs Pelle Swedlund av Georg Nordensvan så här: "Swedlund uppenbarar ett lyriskt målartemperament, han är drömmare och lyriker, målar personligt kända fantasier öfver ett verklighetsmotiv, som han kan ge en stark stämning, ofta svårmodig eller elegisk, ibland på en gång vek."

## Symbolist och mystiker

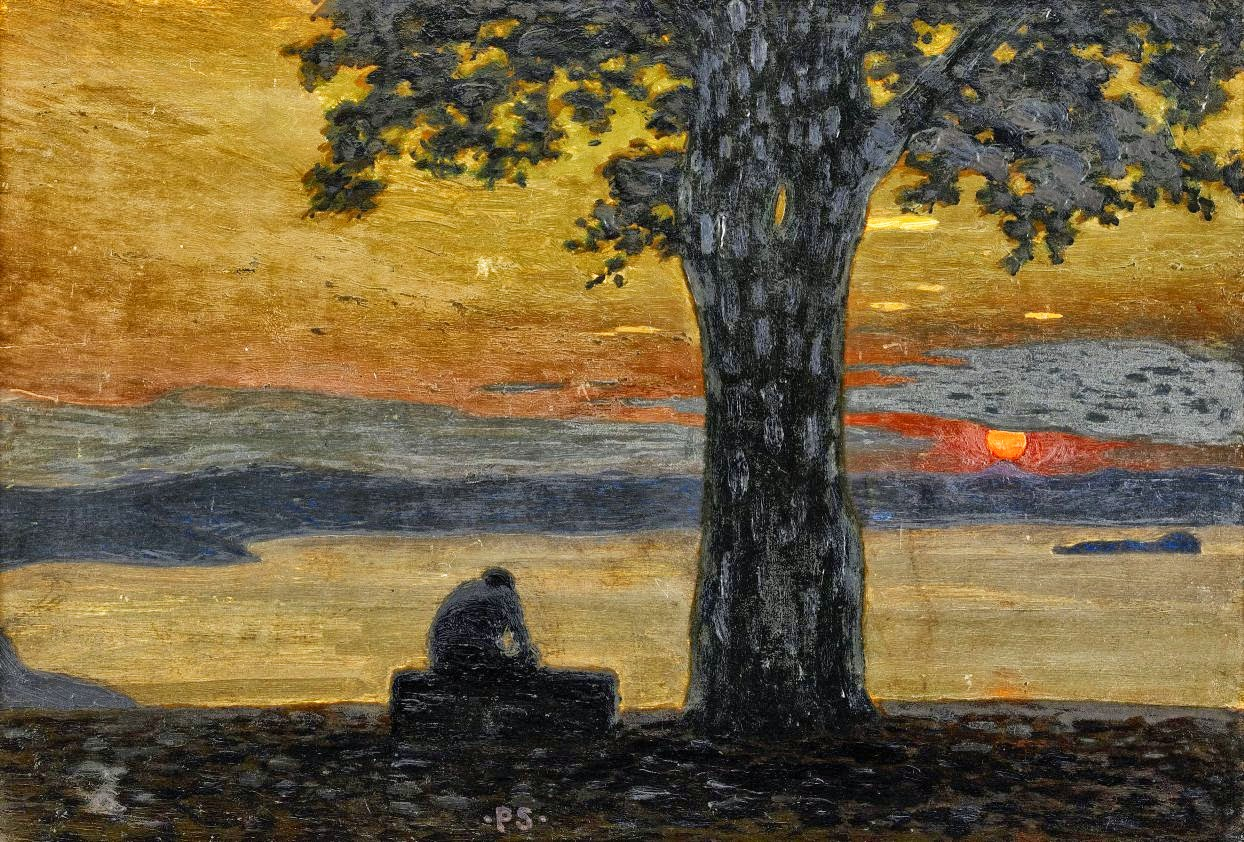
Månskensnatt

Pelle Swedlund inspirerades av symbolismen så som den såg ut på 1890-talet, och det var förmodligen därför han fann ett stort nöje att måla i Brygge. Från Belgien kom nämligen flera av de riktigt stora tongivande författarna inom symbolismen. Symbolismen var ingen stil utan snarare en idé, där man tjusades av det andliga, ibland med dragning åt det ockulta; symbolismen eftersträvade det dunkla, det mystiska, till och med det obegripliga. Symbolismen blev syntetisk, antinaturalistisk, en strävan som också kom att prägla formen och göra den mer summarisk, allmängiltig och uttrycksfull. Syntetisismen utmärks av förenklade former, stora rena färgytor och platta mönster. Centralperspektivet är upphävt. Symbolisterna ville inte avbilda verkligheten utan förmedla känslor, drömmar och stämningar. 
Pelle Swedlund påverkades av dessa båda strömningar. Han ska ha varit fängslad av den romantiska känslan, men eftersom han även åkte till Bretagne för att måla kan han även ha haft ett visst intresse för den syntetiska symbolismen, som målade med starka, svarta konturer och stora färgfält utan skuggor. Nästa steg är expressionismen, där formen själv blir symbol. De syntetiska symbolisterna uppehöll sig gärna i Bretagne. Den franske målaren Gustave Moreau (1826–1898) var ett betydande namn inom symbolismen. I Sverige kom Olof Sager-Nelson att bli en föregångsgestalt för riktningen. 
Något senare tillbringade han dessutom lång tid i Italien för att måla. Swedlund fann även sina motiv i Sverige, bland annat vid Västkusten, i Jämtland och i Stockholm och trakten däromkring, Gävle och havet.

## Intendent vid Thielska galleriet
Swedlund var intendent för stiftelsen Thielska galleriet i Stockholm 1932–1946. Byggnaden Thielska galleriet genomgick en större renovering i början av 1930-talet för att bättre passa museiverksamheten. En ny lägenhet för en intendent inreddes i byggnadens västra del.

## Utställningar
När Swedlund ställde ut i Svenska konstnärernas förening i Stockholm 1899 blev han snabbt uppmärksammad och både Nationalmuseum och Göteborgs konstmuseum köpte målningar från utställningen.
I en artikel i tidningen Idun den 9 mars 1905 står följande text att läsa (utdrag):
"Pelle Swedlunds dukar röja kosmopoliten och den estetiske drömmaren. Han slog igenom med sina intensivt kända Brüggebilder och spelar äfven här på samma strängar, ehuru motiven denna gång äro öfvervägande italienska. Som ett prof på hans inåtvända konst meddela vi en afbildning af en italiensk kvällsstämning, "Solen går ned", som ganska väl ger hans temperaments clair-obscur. En annan och likaledes vacker duk af hans pensel är "Kväll på kanalen", likaså "Hemkomst", den från arbetet återvändande hästen. Totalintrycket af hans nu utställda konstverk är att man känner sig stå inför en fin och allvarlig artist med soignerad känsla, men med en viss fantasiens ensidighet, som gör samlingen till dels monoton."
Idun Torsdagen den 9 mars 1905
Swedlund utställde vidare i München 1905, i Göteborg 1906 och åter i Stockholm 1912.

## Representerad
- Nationalmuseum[14], Stockholm: "Kanal i Brügge" (1898), "Sommarkväll i Brügge" (1899), "Det gula huset" (1922), "Blå flicka" (1922).
- Göteborgs konstmuseum[15], Göteborg: "Det öde huset, Brügge" (1899), "Kyrka i aftonsol, Brügge" (1906), "Augustinatt på Östersjön" (1910).
- Thielska galleriet, Stockholm
- Länsmuseet Gävleborg[16]
- Stockholms rådhus
- Per Ekström Museet. Museet är beläget Orrefors.[17]
- Norrköpings konstmuseum[18]: "Gata i Visby" (1899)